# Lintusaari (ö i Södra Karelen)
Lintusaari är en ö i Finland. Den ligger i sjön Herajärvi och i kommunen Rautjärvi i den ekonomiska regionen  Imatra ekonomiska region  och landskapet Södra Karelen, i den sydöstra delen av landet, 260 km nordost om huvudstaden Helsingfors. Öns area är 13 hektar och dess största längd är 0,6 kilometer i öst-västlig riktning.